# Gewog di Lingmukha
Il gewog di Lingmukha è uno degli undici raggruppamenti di villaggi del distretto di Punakha, nella regione Centrale, in Bhutan.